# Marguerite Pinès de Merbitz
Marguerite Pinès de Merbitz née le 17 juin 1845 à Bouesse (Indre) et morte le 30 avril 1931 à Paris est une peintre en miniature française.

## Biographie
Marguerite Pinès est la fille de Justin Maurice Pinès, propriétaire, et de Louise Albertine Gabrielle de Merbitz.
Élève d'Eugène Lami et de Jean Gigoux, elle expose ses miniatures au Salon. Elle obtient en 1896 le prix Maxime-David, qui récompense « la meilleure des miniatures présentées aux Expositions nationales des Beaux-Arts ».
Elle meurt à Paris le 30 avril 1931 à son domicile de l'avenue Victor-Emmanuel-III, et est inhumée le 4 mai.

## Œuvres
- Portrait d'une fillette, miniature sur ivoire, Paris, musée du Louvre[5],[6].
- Portrait de la tsarine Alexandra Feodorovna Romanova, aquarelle sur ivoire, Five Colleges and Historic Deerfield Museum Consortium (Massachusetts).
- Portrait d'homme, Salon de 1881[7], localisation inconnue.
- Quatre portraits, miniatures présentée au Salon de 1884[2], localisation inconnue.
- Trois Sœurs, miniature présentée à Montpellier à l'exposition de la Société artistique de l'Hérault de 1885[8], localisation inconnue.
- Miniature d'après Fragonard, présentée à Montpellier à l'exposition de la Société artistique de l'Hérault de 1885[8], localisation inconnue.
- Miniature d'après Boucher, présentée à Montpellier à l'exposition de la Société artistique de l'Hérault de 1885[8], localisation inconnue.
- Portrait du comte F. de la A.-B., Salon de 1886[9], localisation inconnue.
- Portrait de bébé, Salon de 1886[9], localisation inconnue.
- Portrait d’un jeune Espagnol, Salon de 1886[9], localisation inconnue.
- Vierge, d'après Raphaël, miniature présentée à Poitiers à l’Exposition nationale de beaux-arts et d’archéologie en 1887[10], localisation inconnue.
- Miniatures présentées à Paris à l'Exposition décennale de 1889 à 1900[11], localisation inconnue.
- Portrait de M. Georges Berry, député, miniature, Salon des artistes français de 1913[12], localisation inconnue.
- Portrait du général de Contades-Gizieux, miniature exposée en 1913[13], localisation inconnue.
- Portrait de Fred-Jones, miniature, Salon de 1920[14], localisation inconnue.
- Portrait de Mme P***, miniature, Salon de 1920[14], localisation inconnue.
- Portait de la baronne de M***, miniature, Salon de 1920[14], localisation inconnue.

## Récompenses et distinctions
En 1896, elle obtient le prix Maxime David pour ses miniatures.
En 1898, elle est nommée officier d'Académie par le ministre de l’Instruction publique et des Beaux-Arts.